# Senador Firmino
Senador Firmino – miasto i gmina w Brazylii, w stanie Minas Gerais. Znajduje się w mezoregionie Zona da Mata i mikroregionie Ubá.